# 三菱ふそう・ディアメディック
ディアメディック（Diamedic ）は、三菱自動車工業（現:三菱ふそうトラック・バス）が販売していた高規格救急車である。

## 歴史
1997年7月7日
発売。クラス最小の最小回転半径（4.9ｍ）とコンパクトなボディが特徴。車両本体価格は1997年7月7日当時の東京地区メーカー希望小売価格で15,000（単位:千円）。テールランプはデリカから流用。
2002年
製造・販売終了。

## 艤装・製造・販売
- 艤装 - 三菱自動車テクノサービス（後のふそうエンジニアリング、2006年解散）
- 製造 -
- 販売 - ふそう系販売会社

## トリビア
- ディアメディックは、日本の自動車メーカーとしてはトヨタ・ハイメディック(1992年5月)、日産・パラメディック(1993年)、いすゞ・スーパーメディック(1994年)に次いで4番目となる高規格救急車である。